# Ammoniumazide
Ammoniumazide is een chemische verbinding met de brutoformule {\displaystyle {\ce {H4N4}}}, of met meer nadruk op de structuur: {\displaystyle {\ce {(NH4)N3}}}. Daarmee is het een zout van ammonium en waterstofazide. Zoals andere anorganische azides is het kleurloze zout een krachtig explosief, hoewel het niet erg gevoelig is. {\displaystyle {\ce {NH4N3}}} is fysiologisch actief: inhaleren van zelfs een kleine hoeveelheid van de stof veroorzaakt hoofdpijn en hartkloppingen. Ammoniumazide werd in 1890, samen met andere azides, voor het eerst gemaakt door Theodor Curtius.

## Structuur
Ammoniumazide is een zout, de structuur bestaat dus uit ammonium- en azide-ionen. De formule van de stof wordt daarom het best weergegeven door {\displaystyle {\ce {[NH4^{+}][N3^{-}]}}}. Ammoniumazide is een structuurisomeer van tetrazeen: {\displaystyle {\ce {H2N-N=N-NH2}}}. Het massapercentage stikstof in ammoniumazide is ongeveer 93%.